# Warmdach

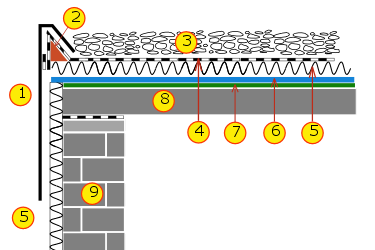
Schematischer Aufbau eines Warmdachs
1: Randprofil
2: Randkeil
3: Kiesschüttung oder Gründachsubstrat
4: Abdichtung
5: Wärmedämmung
6: Dampfsperre
7: Ausgleichsschicht
8: Stahlbetondecke
9: Mauerwerk

Als Warmdach, auch einschaliges Dach genannt, wird eine unbelüftete Dachkonstruktion bezeichnet. Bei dieser Bauweise des Daches wird die Dachhaut direkt auf die Dämmschicht aufgebracht. Dabei wird die Wärmedämmung nach unten, also zur Raumseite hin, durch eine Dampfsperre vor der durch die Decke diffundierenden Feuchtigkeit geschützt. Liegt die Wärmedämmung über der Dachhaut, redet man vom Umkehrdach.
Da in jedem genutzten Gebäude Luftfeuchtigkeit entsteht, muss diese über eine geeignete Belüftung abgeführt werden, ansonsten kann die Feuchtigkeit kondensieren und zu Schimmelbildung führen. Sammelt sich Feuchtigkeit in der Wärmedämmung, dann verliert diese ihre Funktion.
Warmdächer wurden früher meist nur für Flachdächer bevorzugt, für Steildächer das Kaltdach, bei dem unter der Dachhaut noch eine belüftete Luftschicht folgt und dann erst die wärmedämmende Schicht.
Inzwischen sind in beiden Fällen einschalige Dächer allgemein anerkannter Stand der Technik, da durch neuere, geeignete Materialien der früher problematische Feuchteverlauf im Bauteil Dach und die Lage des Taupunkts beherrschbar sind.
Im Winter ist die Dämmwirkung des Warmdaches ähnlich dem Kaltdach (bei gleicher Dämmstoffdicke). Im Sommer wird jedoch die in der Sonne liegende Dachoberfläche durch die direkte und diffuse Solarstrahlung häufig wärmer als die Außenluft. Die Dämmstoffschicht bildet einen Widerstand für den Wärmestrom, welcher durch die Temperaturdifferenz zwischen der innersten und äußersten Bauteilschicht induziert wird. Durch die verminderte Wärmeleitfähigkeit der Dämmstoffschicht kommt es zu kleineren Temperaturschwankungen im Wohnraum als im Freien. Die Temperaturleitfähigkeit von der Dämmstoffschicht und dem darunterliegenden Baukörper sorgen für eine Verzögerung der Temperaturspitzen. Beim Kaltdach hingegen befindet sich zwischen Dachoberfläche und Dämmung die Belüftungszone, die im günstigsten Fall bei guter Belüftung nur die Lufttemperatur (Schattentemperatur) aufweist. Der Dämmstoff hat eine geringere Temperaturdifferenz abzuhalten, aber einen konstanteren Wärmestrom durch die sehr viel höheren Speichermassen der Massivdecke im Gegenteil zur Dämmstoffschicht. Aus diesem Grund unterscheiden sich Gebäude mit Kaltdächern und Gebäude mit Warmdächern bezogen auf die sommerlichen Temperaturverläufe im obersten Geschoss. Beim Kaltdach liegt die Dämmstoffschicht im Schatten der Dachoberfläche, gleich ob Flachdach oder Steildach, das Gebäude stellt sich selbst in den Schatten, induziert allerdings einen hohen konvektiven Wärmestrom längs zur Dachhaut. Dadurch verringern sich sowohl der Wärmeübergangswiderstand der Dachhaut als auch die Zeit, in der Außen- und Innentemperaturen durch die Speichermassen der in der Sonne liegenden Dachoberfläche beeinflusst werden.